# Teller House
Teller House es un hotel histórico en Central City, en Colorado al oeste de Estados Unidos. Construido en 1872, el edificio también sirve como un casino y un restaurante. El bar en la Teller House es bien conocido por la "Cara en el piso de la cantina" (Face on the Barroom Floor) una pintura de la cara de una mujer en el piso de madera, realizada en 1936 por el artista local Herndon Davis, como una broma después de ser despedido por la Teller House.